# Alaya Furniturewala
Alaya Furniturewala (Mumbai, 28 november 1997) is een Indiase actrice die voornamelijk in Hindi films speelt.

## Biografie
Alaya is de dochter van actrice Pooja Bedi en kleindochter van acteur Kabir Bedi. Ze behaalde haar diploma in filmproductie aan de New York Film Academy voor ze haar debuut maakte in 2020 met Jawaani Jaaneman. Tijdens haar opleiding in 2015 heeft ze een korte film zelf geschreven en inelkaar gezet Snow White and the Satan Dwarves, maar ze kwam er algauw achter dat voor de camera staan veel leuker was dan erachter. Ze wijzigde haar naam van Aalia naar Alaya om verwarring te voorkomen met actrice Alia Bhatt. Ook liet ze weten een verschrikkelijke danseres geweest te zijn. Ze heeft aan gewerkt aan haar acteren, accent en dans Hedendaags is ze getraint in moderne en Kathakali dansstijlen.

## Filmografie
| Jaar | Film                          | Rol            |
| ---- | ----------------------------- | -------------- |
| 2020 | Jawaani Jaaneman              | Tia Singh      |
| 2022 | Freddy                        | Kainaaz Irani  |
| 2023 | Almost Pyaar with DJ Mohabbat | Amrita/ Ayesha |
| 2023 | U-Turn                        | Radhika Bakshi |
| 2024 | Bade Miyan Chote Miyan        | Parminder Bawa |
| 2024 | Srikanth                      | Veera Swathi   |